# Адила бинт Абдалла Аль Сауд
Адила бинт Абдалла ибн Абдул-Азиз Аль Сауд (араб. عادلة بنت عبد الله بن عبد العزيز آل سعود‎) — саудовская принцесса, влиятельнейший член саудовской королевской семьи. Она является одной из немногих принцесс Саудовской Аравии, которые имеют возможность влиять на политическое развитие Саудовской Аравии в таких областях, связанных с женщинами, как образование, занятость и здравоохранение.

## Ранняя биография и образование
Принцесса Адила родилась в Бейруте, столице Ливана. Она является дочерью покойного короля Саудовской Аравии Абдаллы и Аиды Фустук, ливанской женщины палестинского происхождения. Позднее её родители развелись. Принц Абдулазиз ибн Абдалла — кровный брат принцессы Адилы.
Она получила степень бакалавра искусств в области английской литературы в Университете короля Сауда.

## Деятельность
Адила бинт Абдулла — одна из немногих саудовских принцесс, ведущих общественную деятельность. Она выступала в качестве публичного лица своего отца, короля Абдаллы. Адила приобрела известность как защитница права женщин на вождение автомобиля, осведомлённости женщин о здоровье и их законных правах. Она выступала против насилия в семье и поддерживала женские группы и организации.
Под патронажем принцессы Адилы находятся множество благотворительных фондов: она является председателем Национального фонда здравоохранения на дому; президентом консультативного комитета Национального музея Саудовской Аравии, президентом общества поддержки борьбы с раком у детей Санад и заместителем председателя Национальной программы безопасности семьи. Принцесса Адила также оказывала поддержку женщинам-бизнесменам Торгово-промышленной палаты Джидды. Она также была покровительницей «Саудовского женского форума», женской конференции, проведённой в Джидде в 2007 году. Кроме того, принцесса возглавляет Саудовское общество по сохранению наследия.

### Взгляды
Интервью с принцессой Адилой было включено в книгу Моны Альмунаджед «Саудовские женщины говорят: 24 замечательных женщины рассказывают свои истории успеха», опубликованную в 2011 году Арабским научно- исследовательским институтом в Аммане и Бейруте. В частности она отметила, что она является только частичкой всего своего общества и представляет в нём свою точку зрения. Она считает, что общество не может смотреть назад: ему нужно становиться более либеральными и измениться. По её мнению ношение никаба является традицией, а шарф служит ему лучшей альтернативой.

## Личная жизнь
Принцесса Адила вышла замуж за своего двоюродного брата Фейсала ибн Абдаллу в возрасте 20 лет. Он был министром образования Саудовской Аравии с февраля 2009 года по 22 декабря 2013 года. Кроме того, Фейсал занимал должность заместителя директора Службы общей разведки.
У них шестеро детей: два сына и четыре дочери. Одна из их дочерей является выпускницей Королевского колледжа Лондона.